# Xenofón Zolótas
Xenofón Zolótas, no alfabeto grego: Ξενοφών Ζολώτας, (Atenas; 26 de março de 1904 — 10 de junho de 2004) foi um economista grego e atuou como primeiro-ministro interino sem partido da Grécia.

## Vida e carreira
Nascido em Atenas em 26 de abril de 1904, Zolotas estudou economia na Universidade de Atenas, e mais tarde estudou em Leipzig e Paris. Ele veio de uma família rica de ourives com raízes na Rússia pré-revolucionária. Em 1928 tornou-se professor de Economia na Universidade de Atenas e na Universidade Aristóteles de Salónica, cargo que ocupou até 1968, altura em que renunciou em protesto ao regime militar que assumira o poder em 1967. Foi membro do Conselho de Administração da UNRRA em 1946 e ocupou cargos importantes no Fundo Monetário Internacional e outras organizações internacionais em 1946 e 1981.
Zolotas foi diretor do Banco da Grécia em 1944-1945, 1955-1967 (quando renunciou em protesto ao regime) e 1974-1981. Ele publicou muitos trabalhos sobre tópicos econômicos gregos e internacionais. Era um keynesiano e era ativo nos círculos socialistas com seu amigo íntimo, o professor Angelos Angelopoulos. Ele também é famoso por demonstrar a contribuição da língua grega para o vocabulário inglês, fazendo discursos em inglês, como ele disse, "usando, com exceção de artigos e preposições, apenas palavras gregas ", para públicos estrangeiros.
Quando as eleições de novembro de 1989 não deram a maioria ao partido PASOK de Andreas Papandreou ou ao partido Nova Democracia de Constantino Mitsotakis, Zolotas, então com 85 anos, concordou em se tornar primeiro-ministro à frente de uma administração não partidária até novas eleições poderia ser realizada. Ele renunciou após a eleição de abril de 1990, que deu a Mitsotakis uma maioria estreita.
Era um workaholic e um ávido nadador de inverno, fazendo questão de nadar todas as manhãs durante todo o ano, mesmo em seus noventa anos.
Seu livro Economic Growth and Declining Social Welfare avança a ideia de que no crescimento econômico moderno há uma produção crescente de coisas inúteis e até desconfortáveis, como a publicidade. Por essa razão, o crescimento econômico moderno não pode ser considerado como criador de condições para uma maior felicidade humana, uma tese que está de acordo com as ideias de autores como Richard Easterlin ou Herman Daly.
Zolotas morreu em 10 de novembro de 2004 com a idade de 100 anos. Está enterrado no Primeiro Cemitério de Atenas. Desde 31 de outubro de 2002, quando o ex- presidente grego Michail Stasinopoulos morreu até sua própria morte, Zolotas era o mais velho ex-chefe de Estado vivo do mundo.

## Discursos
Dois de seus discursos em inglês no Banco Internacional para Reconstrução e Desenvolvimento são considerados históricos e notáveis porque continham principalmente termos de origem grega. Aqui estão os textos originais e na uma tradução livre para o português:

### 1957
I always wished to address this Assembly in Greek, but realized that it would have been indeed "Greek" to all present in this room. I found out, however, that I could make my address in Greek which would still be English to everybody. With your permission, Mr. Chairman, I shall do it now, using with the exception of articles and prepositions, only Greek words.
Kyrie, I eulogize the archons of the Panethnic Numismatic Thesaurus and the Ecumenical Trapeza for the orthodoxy of their axioms, methods and policies, although there is an episode of cacophony of the Trapeza with Hellas. With enthusiasm we dialogue and synagonize at the synods of our didymous organizations in which polymorphous economic ideas and dogmas are analyzed and synthesized. Our critical problems such as the numismatic plethora generate some agony and melancholy. This phenomenon is characteristic of our epoch. But, to my thesis, we have the dynamism to program therapeutic practices as a prophylaxis from chaos and catastrophe. In parallel, a Panethnic unhypocritical economic synergy and harmonization in a democratic climate is basic. I apologize for my eccentric monologue. I emphasize my euharistia to you, Kyrie to the eugenic and generous American Ethnos and to the organizers and protagonists of his Amphictyony and the gastronomic symposia.
Sempre desejei me dirigir a esta Assembleia em grego, mas percebi que seria de fato "grego" para todos os presentes nesta sala. Descobri, no entanto, que poderia dar meu endereço em grego, que ainda seria inglês para todos. Com sua permissão, senhor presidente, farei isso agora, usando, com exceção de artigos e preposições, apenas palavras gregas.
Kyrie, eu elogio os arcontes do Tesauro Numismático Panétnico e da Trapeza Ecumênica pela ortodoxia de seus axiomas, métodos e políticas, embora haja um episódio de cacofonia da Trapeza com Hélade. Com entusiasmo, dialogamos e sincronizamos nos sínodos de nossas organizações didáticas, nas quais se analisam e sintetizam idéias econômicas polimórficas e dogmas. Nossos problemas críticos, como a pletora numismática, geram certa agonia e melancolia. Esse fenômeno é característico de nossa época. Mas, para minha tese, temos o dinamismo de programar práticas terapêuticas como profilaxia do caos e da catástrofe. Paralelamente, é fundamental uma sinergia e harmonização econômica panétnica e não hipócrita em um clima democrático. Peço desculpas pelo meu monólogo excêntrico. Eu enfatizo minha euharistia para você, Kyrie ao eugênico e generoso americano Ethnos e aos organizadores e protagonistas de sua Anfictionia e dos simpósios gastronômicos.

### 1959
Kyrie, it is Zeus' anathema on our epoch for the dynamism of our economies and the heresy of our economic methods and policies that we should agonize the Scylla of numismatic plethora and the Charybdis of economic anaemia. It is not my idiosyncrasy to be ironic or sarcastic, but my diagnosis would be that politicians are rather cryptoplethorists. Although they emphatically stigmatize numismatic plethora, they energize it through their tactics and practices. Our policies have to be based more on economic and less on political criteria. Our gnomon has to be a metron between political, strategic and philanthropic scopes. Political magic has always been anti-economic. In an epoch characterized by monopolies, oligopolies, monopsonies, monopolistic antagonism and polymorphous inelasticities, our policies have to be more orthological. But this should not be metamorphosed into plethorophobia, which is endemic among academic economists. Numismatic symmetry should not hyper-antagonize economic acme. A greater harmonization between the practices of the economic and numismatic archons is basic. Parallel to this, we have to synchronize and harmonize more and more our economic and numismatic policies panethnically. These scopes are more practicable now, when the prognostics of the political and economic barometer are halcyonic. The history of our didymus organizations in this sphere has been didactic and their gnostic practices will always be a tonic to the polyonymous and idiomorphous ethnical economies. The genesis of the programmed organization will dynamize these policies. Therefore, I sympathize, although not without criticism on one or two themes, with the apostles and the hierarchy of our organs in their zeal to program orthodox economic and numismatic policies, although I have some logomachy with them. I apologize for having tyrannized you with my Hellenic phraseology. In my epilogue, I emphasize my eulogy to the philoxenous autochthons of this cosmopolitan metropolis and my encomium to you, Kyrie, and the stenographers.
Kyrie, é o anátema de Zeus em nossa época para o dinamismo de nossas economias e a heresia de nossos métodos e políticas econômicas que devemos agonizar a Scylla da pletora numismática e a Caríbdis da anemia econômica. Não é minha idiossincrasia ser irônico ou sarcástico, mas meu diagnóstico seria que os políticos são bastante criptoforistas. Embora estigmatizem enfaticamente a pletora numismática, eles a energizam por meio de suas táticas e práticas. Nossas políticas devem ser baseadas mais em critérios econômicos e menos em critérios políticos. Nosso gnômon tem que ser um metron entre os âmbitos político, estratégico e filantrópico. A magia política sempre foi antieconômica. Em uma época caracterizada por monopólios, oligopólios, monopsônios, antagonismo monopolista e inelasticidades polimórficas, nossas políticas têm que ser mais ortológicas. Mas isso não deve ser metamorfoseado em pletorofobia, que é endêmica entre economistas acadêmicos. A simetria numismática não deve hiper-antagonizar o auge econômico. Uma maior harmonização entre as práticas dos arcontes econômicos e numismáticos é fundamental. Paralelamente a isso, temos que sincronizar e harmonizar cada vez mais nossas políticas econômicas e numismáticas panetnicamente. Esses escopos são mais praticáveis agora, quando os prognósticos do barômetro político e econômico são halcyonic. A história de nossas organizações didímicas nesta esfera tem sido didática e suas práticas gnósticas sempre serão uma tônica para as economias étnicas polônimas e idiomórficas. A gênese da organização programada dinamizará essas políticas. Portanto, simpatizo, embora não sem críticas sobre um ou dois temas, com os apóstolos e a hierarquia de nossos órgãos em seu zelo para programar políticas econômicas e numismáticas ortodoxas, embora eu tenha alguma logomaquia com eles. Peço desculpas por ter tiranizado você com minha fraseologia helênica. Em meu epílogo, enfatizo meu elogio aos filoxênios autóctones desta metrópole cosmopolita e meu elogio a você, Kyrie, e aos estenógrafos.